# 香港賽馬會禁毒資訊天地
香港賽馬會禁毒資訊天地 （英語：The Hong Kong Jockey Club Drug InfoCentre，簡稱：DIC），中文簡稱禁毒資訊天地，前稱"香港賽馬會藥物資訊天地"，是香港第一個以禁毒教育為主題的永久展覽館，位於香港島金鐘的金鐘道政府合署低座頂層，2004年6月開幕。展覽館由禁毒常務委員會倡議興建，得到香港賽馬會慈善信託基金鼎力贊助，撥款五千零五十八萬元資助興建，並由香港特別行政區政府保安局禁毒處負責管理。
禁毒資訊天地於2021年2月1日起關閉，以便展開為期約一年半的翻新工程。是次工程會全面翻新自2004年啟用的禁毒資訊天地，引入新的主題設計、提升設施和更新展品，以加強禁毒教育功能，豐富市民的參觀體驗。
禁毒資訊天地於2022年12月5日重新開放參觀。翻新後的場館設有多項互動多媒體設施和裝置。通過多元媒體展示、互動遊戲、參與式體驗等方式，加上真人真事個案、心聲分享，為參觀者帶來一個視、聽、感俱備的全感抗毒之旅。參觀者可以在禁毒資訊天地帶走關於毒品的知識，更可以引發動力，去發掘人生的美好。

## 展覽內容
香港賽馬會禁毒資訊天地共分兩層，佔地900平方米。是全港首個以禁毒教育為主題的常設展覽館。

### 昔日禁毒資訊天地
昔日禁毒資訊天地第一層是主要展覽場地，主題是人物、藥物及環境；第二層設有互動影院、課室、資訊站、圖書館及專題展覽區。
| 正門 | 第一層展區 | 第二層展區 | 第二層的圖書館 |
| ---- | ---------- | ---------- | -------------- |
|      |            |            |                |

### 翻新後的禁毒資訊天地

#### 展區一：吸毒有因
事業上的失意、朋友的疏遠或家庭的壓力都可能是讓人開始吸毒的煩惱。
這些是值得理解的原因，抑或只是自我沉淪的借口？ 
每個人都有自己的故事，請拿起放大鏡，照向過來人內心深處，看看他們接觸毒品的故事開端，或者是不經意的、被動的、也或許是心知肚明的。總之，生活中的千絲萬縷，或會令我們稍一不慎就會後悔莫及。

#### 展區二：撑你拒毒
這裏的運動員、藝術家、醫生、心理學家和社工對健康生活和遠離毒品都好有心得！

#### 展區三：樂活智道
生活可以多姿多彩，世界廣闊而有趣，只要你願意去探索！透過體感遊戲如跑步、舞蹈、音樂和繪畫，感受一下快樂的生活其實好簡單，絕對不需要毒品。

#### 展區四：多功能廳
故事結局，由你選擇！不同的抉擇，會影響故事的發展和結局，命運在你手，向毒品說「再見」！

#### 展區五：毒品多面睇
何謂吸毒?
吸毒是指服用非法毒品或不當地服用藥物。這些藥物一般是指精神活性物質，而毒品成癮則是指對毒品產生依賴，使毒品成為生活的中心和必不可少的部分。除了傳統毒品如海洛英（「白粉」）之外，常見引致成癮的毒品還有大麻、氯胺酮（「K  仔」）、可卡因、「搖頭丸」、甲基安非他明（「冰毒」）等。

#### 展區六：毒害全身
透過館內的「毒顏相機」以及「毒品X 光機」，看看不同的毒品，會如何摧毀吸毒者的身體和健康。

#### 展區七：販毒刑責
以為大毒梟才有罪？在香港，販運一個萬字夾或一粒鈕扣重量的毒品，罪責都可以很重，判監數以年計。

#### 展區八：毒品，永不再見！
能夠講出自己的過去，是一種勇氣。「過來人」真情剖白，分享當初如何被毒品纏繞，最後破繭而出的故事。

## 開放時間
星期二至日及公眾假期 
上午 10 時至下午 6 時
星期一（公眾假期除外）、農曆年初一及初二休息

## 營運伙伴
| 年期        | 機構     |
| 2022 - 至今 | 東華三院 |

## 外部連結
- 香港賽馬會禁毒資訊天地 （页面存档备份，存于）
- 香港賽馬會禁毒資訊天地 Youtube Channel （页面存档备份，存于）
- 香港保安局禁毒處 （页面存档备份，存于）
- 香港保安局禁毒處Facebook （页面存档备份，存于）
- 香港保安局禁毒處instagram